# Luciano D'Onofrio
Luciano D'Onofrio (Lucien of Licio) (Castelforte (Italië), 19 april 1955) is een Italiaans spelersmakelaar van voetballers, die in het Belgische Luik woont. Daarnaast had hij bestuursfuncties bij de voetbalclubs Inter Milaan, FC Porto, Standard Luik en Royal Antwerp FC.

## Voetbalcarrière
In 1958 verhuisde de familie D'Onofrio van Italië naar Luik. Zijn vader was een van de Italiaanse immigranten die in de Luikse mijnen kwam werken. Luciano voetbalde in België bij Ans FC, Tilleur FC, Bas-Oha en FC Winterslag. Bij Bas-Oha speelde hij samen met Roger Claessen en Henri Depireux, in Winterslag leerde hij trainer Robert Waseige kennen. Bij Winterslag moest hij al na een half seizoen vertrekken omdat hij enkele weken in de Luikse gevangenis zat wegens medeplichtigheid aan drugshandel. Hij ging voor een seizoen spelen in de Verenigde Staten, bij het toen pas opgerichte Houston Hurricane, alvorens zijn carrière in Portugal te beëindigen. Het was Luís Norton de Matos, een gewezen speler van Standard, die D'Onofrio naar Portimonense SC haalde. D'Onofrio zette na een driedubbele beenbreuk op 28-jarige leeftijd een punt achter zijn spelersloopbaan. Hij liet zich in zijn geboorteland verzorgen en kreeg bij Inter Milaan een baan. In 1984 werd hij er sportief adviseur van de algemeen directeur.

## FC Porto
Van 1985 tot 1991 werkte hij zich verder op in de voetbalwereld, met name bij FC Porto. Eerst werd hij belast met de reputatiebehartiging van de Portugese club, nadien werd hij benoemd tot algemeen directeur. Onder zijn bewind werd FC Porto tweemaal landskampioen en won het de Europacup I tegen Bayern Munchen in 1987.

## Spelersmakelaar
In 1991 veranderde D'Onofrio het geweer van schouder en werd hij spelersmakelaar. Zijn uitgebreide talenkennis (Italiaans, Frans, Portugees, Engels en Spaans) kwam hem daarbij uitstekend van pas. Vrij snel ontpopte hij zich tot een van de machtigste makelaars op de voetbalmarkt, met in zijn portefeuille toppers als Alen Bokšić, Vítor Baía, André Cruz, Marcel Desailly, Didier Deschamps en Zinédine Zidane.

### Schaduwzijde
Het succesvolle makelaarschap kende echter een zware keerzijde. D'Onofrio kwam regelmatig in aanraking met het gerecht. In 1997 werd hij veroordeeld voor zijn aandeel in de financiële malversaties van Bernard Tapie bij Olympique Marseille. In 1998 kreeg hij een nieuwe straf, steeds met uitstel, voor duistere commissies tijdens het beheer van Paris Saint-Germain tussen 1986 en 1990. In 1999 kreeg hij een boete van 46.000 euro, ditmaal voor zijn rol als tussenpersoon bij transfers van Girondins de Bordeaux. In 2007, ten slotte, kreeg hij voor voornoemde feiten in beroep twee jaar gevangenisstraf.
Ook zijn verrichtingen als officieus manager van Standard werden nauwgezet gevolgd door het gerecht. Hij was bovendien ook verdachte in andere zaken. Zo zou de sterke man van Standard en gewezen spelersmakelaar in 1997 onder meer steekpenningen hebben ontvangen én geld hebben witgewassen bij de transfers van de Franse spits Christophe Dugarry en de Portugese doelman Vítor Baía naar FC Barcelona. Dat beweerde de Spaanse krant La Vanguardia.
Serge Cadorin beweerde ooit dat hij door D'Onofrio benaderd was om een wedstrijd te vervalsen. Het gaat om een voorval uit 1986, toen Cadorin bij D'Onofrio's ex-ploeg Portimonense speelde. De gewezen speler van SK Tongeren moest ervoor zorgen dat Portimonense van FC Porto zou verliezen. D'Onofrio had hem in ruil een transfer naar een topclub beloofd.
De verschillende schandalen die aan D'Onofrio werden gelinkt, hadden als gevolg dat hij bij Standard alle interviews en aankondigingen in verband met de club aan directeur Pierre François overliet.

## Standard Luik
In 1998 werd hij op vraag van André Duchêne de grote man achter de schermen van het nieuwe Standard Luik. Officieel stond hij nog altijd als makelaar geregistreerd, waardoor hij niet in het organigram van de club kon worden opgenomen. Zijn vriend Robert Louis-Dreyfus stond in voor de officiële investeringen, maar men vermoedde dat D'Onofrio zelf ook kapitaal in de club had geïnvesteerd. In 2004 schortte de hij zijn makelaarsactiviteiten definitief op en werd hij vicevoorzitter van de club. Onder zijn toezicht nam Standard terug een plaats aan de Belgische top in en veroverde het in 2008 zijn eerste landstitel in 25 jaar. Een jaar later speelden de Rouches opnieuw kampioen. Zijn broer Dominique D'Onofrio was bij Standard trainer en later ook technisch directeur. In 2011 stapte Luciano D'Onofrio uit het bestuur van de club. Roland Duchâtelet werd toen de nieuwe voorzitter van Standard.

## RSC Anderlecht
Tijdens een geladen duel tussen RSC Anderlecht en Standard in 2009 brak Axel Witsel het been van Anderlechtverdediger Marcin Wasilewski. De slechte band tussen beide clubs bereikte toen een historisch dieptepunt. Om de sfeer tussen Anderlecht en Standard te verbeteren, organiseerde senator Alain Courtois een verzoening tussen Roger Vanden Stock, voorzitter van paars-wit, en D'Onofrio. De strijdbijl werd in het bijzijn van de pers begraven.
Na zijn vertrek bij Standard onderhandelde D'Onofrio met zowel Club Brugge als RSC Anderlecht over een mogelijke bestuursfunctie. Op 17 november 2011 gaf Vanden Stock verrassend toe dat hij met D'Onofrio had gesproken. Een dag later raakte bekend dat hij het technisch beleid van de club zou adviseren. Op 24 november verspreidde de club een communiqué waarin het een samenwerking met D'Onofrio inzake transfers aankondigde. In de zomer van 2011 was hij ook al betrokken bij de transfers van Dieumerci Mbokani en Milan Jovanović naar Anderlecht. Maar D'Onofrio ontkende dat nieuws meteen en in december 2011 werd bekend dat D'Onofrio toch niet naar Anderlecht zou gaan.

## Eupen
In februari 2012 schoot D'Onofrio tweedeklasser KAS Eupen financieel te hulp. De tweedeklasser deed een beroep op D'Onofrio om een licentie te kunnen aanvragen voor het voetbalseizoen 2012-2013. Op het moment dat D'Onofrio financiële steun verleende stond Eupen eerste in de Tweede Klasse, maar in mei 2012 speelde de club 1-1 gelijk tegen KVC Westerlo en promoveerde Eupen bijgevolg niet naar het hoogste niveau.

## R. Antwerp F.C.
Wanneer in juni 2017 iedereen verwachtte dat Royal Antwerp FC (eigenaar Paul Gheysens) zijn nieuwe coach zou voorstellen, werd op een druk bijgewoonde persconferentie D'Onofrio voorgesteld als nieuwe ondervoorzitter en sportief directeur van de Great Old. Als sportief directeur volgde hij Patrick Decuyper op. Hij haalde spelers zoals de Portugezen Aurélio Buta en Ivo Rodrigues, ex-Standard-speler Jelle Van Damme, Sinan Bolat, Dylan Batubinsika, Dino Arslanagić en Jelle Van Damme (terug) van bij gerenommeerde Europese topclubs en onder zijn leiding begint de club aan zijn revival na jarenlang aanmodderen in de Belgische tweede klasse. Op het einde van de rit, miste de club als promovendus slechts op een haartje na Play-off 1 door als achtste de reguliere fase van de competitie te beëindigen. Medio 2021 werd zijn vierjarig contract niet verlengd.